# طاق (حومة دامغان)
طاق (بالفارسية: طاق) هي مستوطنة تقع في إيران في منطقة مركزية ريفية. يقدر عدد سكانها بـ 204 نسمة بحسب إحصاء 2016.